# クランバレー

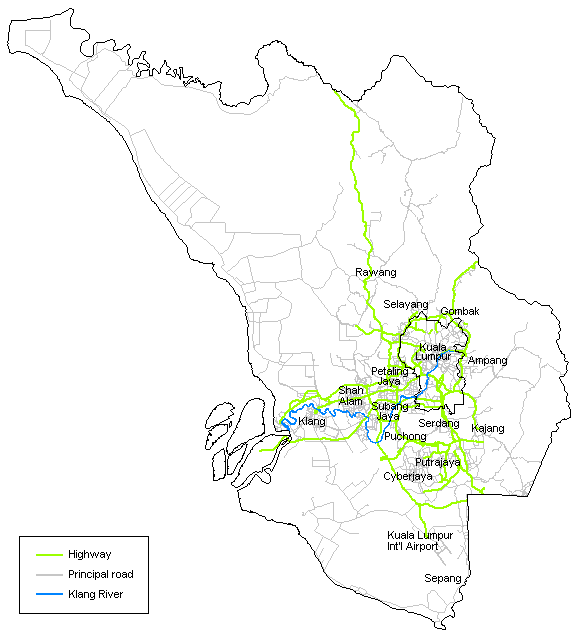
セランゴール州とクアラルンプールとプトラジャヤの連邦領土の境界内のクランバレー内の主要都市。青線がクラン川。

クランバレー（英: Klang Valley マレー語: Lembah Klang）は、クアラルンプールを中心に隣接する市や町を含めたマレーシアの都市圏であり、セランゴール州に属する。クアラルンプール大都市圏とも重なるが、両者間には違いがある。
クランバレーは、北と東はティティワンサ山脈、西はマラッカ海峡によって地理的に区切られている。北西部のラワン、南東部のセメンイー、南西部のクランとポートクランまで広がっている。都市圏と周辺はマレーシアの工業と商業の中心地となっている。2012年現在、クランバレーには約800万人が住んでいる。

## 起源
クランバレーは文字通り「クラン川の渓谷」に由来する名で、この地域を貫流してマラッカ海峡に注ぐ主要河川のクラン川にちなんで名付けられた。この川は、地域の初期の開発と密接に結びついており、19世紀後半には錫の鉱山町が連なっていた。この地域の開発は主に東西方向（ゴンバッ郡とクラン港間）で行われたが、クアラルンプールを取り巻く都市部は、ペラ州とヌグリ・スンビラン州との境界に向かってそれぞれ北と南に拡大していった。

## 人口
クランバレーはマレーシアで最多の人口を抱える地域である。民族構成としては、マレー系が過半数（50.59％）を占め、次いで中国系（29.03％）、インド系（11.62％）、その他（0.72％）および外国人（8.04％）となっている。 ただし、クランバレー内でも地区によって人種構成に大きな違いがある。

## 地域
クランバレーを構成する範囲の正式な指定はないが、多くの場合、次のエリアとそれに対応する地方自治体で構成されると想定されている。

マレーシア国会によるクランバレーの定義（2016年に提案された境界）
本来のクランバレー
しばしば含まれる（ラワン川とランガット川の渓谷）
時々含まれる（テレビとラジオの放送エリア）

- クアラルンプール連邦直轄地
  - クアラルンプール市庁
- セランゴール州プタリン郡  
  - シャーアラム市議会
  - ペタリンジャヤ市議会
  - スバンジャヤ市議会
- セランゴール州クラン郡 
  - クラン町議会
- セランゴール州ゴンバック郡 
  - セラヤン町議会
- セランゴール州フルランガット郡 
  - アンパン・ジャヤ町議会
  - カジャン町議会
- セランゴール州セパン郡 
  - セパン町議会
- セランゴール州クアラランガット郡 
  - クアラランガット町議会

## 交通網
クランバレーは公式には別々の都市と郊外地区で構成されているが、これらの都市間の統合度は非常に高く、高度に発達した道路網と拡張された統合鉄道輸送システムがある。多くの高速道路が大都市を縦横に走っており、自動車は移動に最も便利な方法となっている。しかし、ピーク時には高速道路全域が麻痺状態となるようなクランバレーの悪名高い交通渋滞を引き起こしている。1990年代以降、ラピドKL（LRT）、マス・ラピッド・トランジット（MRT）、KTMコミューター、KLIAエクスプレス、KLモノレールなどの新しい鉄道システムが開発された。これらの鉄道のほとんどは、スーパープロジェクトとして大規模な拡張を経ている。クランバレー統合輸送網は、現在、新しいMRT路線(プトラジャヤ線)とLRT路線(ウタマ・クラン線)、およびプトラジャヤ行きのプトラジャヤ・モノレールを含むものに更新されている。クランバレー周辺を運行するバスも充実している。